# Association généalogique
Une association généalogique est un type d'association portant sur la généalogie. Elle a pour membres des généalogistes amateurs ou professionnels effectuant des recherches dans une région ou un pays donné afin de favoriser les échanges et de faire profiter les autres membres des travaux réalisés en commun.

## Les associations généalogiques en France
En France, ce type d'association (il y en a environ 300[réf. nécessaire]) couvre souvent un département ou une région ou un « pays ». L'intérêt d'une telle association est de permettre d'unir les efforts des généalogistes pour réaliser des dépouillements qui nécessitent de nombreuses heures de travail. Avant l'apparition d'Internet, l'association constituait pratiquement le seul cadre dans lequel les généalogistes pouvaient échanger les résultats de leurs recherches et s'entraider.
Les associations généalogiques publient généralement un bulletin comprenant un courrier des lecteurs (questions/réponses sur des sujets généalogiques, recherche de « cousins », etc.) et des articles détaillant les techniques de recherche et les spécificités archivistiques et historiques de la région couverte par l'association.
Les relevés effectués par l'association sont consultables dans les locaux de l'association. Avec l'arrivée d'Internet, ces relevés sont souvent consultables via les sites de l'association, généralement réservés à leurs membres, ou des sites de partage tels que GeneaBank qui donnent accès aux relevés d'associations adhérentes.

## Pour approfondir